# 黒河省
黒河省（こくが-しょう）は満洲国にかつて存在した省。現在の黒竜江省北西部に位置する。

## 歴史
1934年（康徳元年）12月1日、満洲国は黒竜江省北部の黒河道区に黒河省を新設、璦琿県黒河街に省公署を設置し、下部に璦琿県、呼瑪県、漠河県、鴎浦県、奇克県、遜河県、烏雲県、仏山県の8県を管轄した。1937年（康徳4年）12月に孫呉県が新設、1941年（康徳8年）8月1日に仏山県が三江省に移管され、更に1943年（康徳10年）1月1日に北安省より嫩江県が移管され、同年7月に奇克、遜河両県が合併し遜克県が成立、1945年（康徳12年）8月1日に嫩江県が竜江省に移管された。
1945年8月、満洲国の解体に伴い自然消滅したが、黒河省地区は新たに設置された嫩江省に移管された。

## 行政区画
満洲国崩壊直前の下部行政区画は下記の通り
- 漠河県
- 鴎浦県
- 呼瑪県
- 璦琿県
- 烏雲県
- 遜克県

## 設置
1934年12月、満洲国政府により竜江省が新設される。

## 廃止
1945年8月、満洲国の崩壊と共に自然消滅。

## 歴代省長
特記なき場合『世界諸国の制度・組織・人事 : 1840-2000』による。
- 鍾毓：1934年12月1日 - 1937年7月1日
- 許桂恒：1937年7月1日 - 1938年8月16日
- 王子衡：1938年8月16日 - 1939年1月1日
- 浜田陽児：1939年1月1日 - 1940年10月1日
- 三浦恵一：1940年10月1日 - 1942年1月15日
- 長野義雄：1942年2月13日 - 1945年3月12日
- 村井矢之助：1945年3月12日 - （終戦）